# Tobias Warvne
Tobias Warvne, född 18 januari 1987 i Lindesberg, är en svensk tidigare handbollsspelare (vänsternia). Warvne tillhör den exklusiva skara som gjort över 1 000 mål i Sveriges högsta serie.

## Karriär
Tobias Warvne var med i det svenska U21-landslag som tog guld vid U21-VM 2007 i Makedonien. I semifinalen mot Danmark gjorde han bland annat tio mål och i finalen mot Tyskland gjorde han fyra mål, men det var i slutet av matchen och avgörande mål.
Tobias Warvne har spelat för moderklubben LIF Lindesberg och IFK Skövde i Sveriges högsta serie, dåvarande elitserien. Han blev uttagen i allstar-laget i Elitserien 2008/2009 som bästa vänsternia. Han landslagsdebuterade hemma i Lindesberg i januari 2010 mot Egypten.
Warvne skrev på ett kontrakt för A1 Bregenz HB under 2014. 2017 lämnade han den österrikiska klubben efter att ha gjort succé i Österrike. Han valdes till bästa utländska spelare i Österrike under två säsonger. Ny klubbadress blev HSC 2000 Coburg i Tyskland.
Sommaren 2022 återvände Warvne till Sverige och moderklubben LIF Lindesberg, som då spelade i tredjedivisionen, division 1. Säsongen slutade med uppflyttning till Allsvenskan för Lindesberg.

## Meriter
- Handball Liga Austrias bästa utländska spelare två gånger (2014/2015 och 2015/2016)
- Elitseriens All-Star Team 2008/2009
- Guld vid U21-VM 2007 med Sveriges U21-landslag
- Årets komet i Elitserien 2005/2006